# طواله
طواله، روستایی از توابع بخش فامنین شهرستان همدان در استان همدان ایران است.

## جمعیت
این روستا در دهستان خرم‌دشت قرار دارد و براساس سرشماری مرکز آمار ایران در سال ۱۳۹۵، جمعیت آن ۵۵ نفر (۲۲خانوار) بوده‌است.
اکثر اهالی این روستا به شغل کشاورزی، دامداری و باغداری مشغول هستند و از فراورده‌های شاخص روستای طواله می‌توان به گندم، جو، انگور، تره بار و بنشن اشاره کرد که کشت محصولات در این روستا به صورت آبی و دیمی می‌باشد.